# Palazzo Grimani Marcello
Palazzo Grimani Marcello, noto anche come Grimani dall'albero d'oro e più recentemente Palazzo Vendramin Grimani, è un edificio sito a Venezia, nel sestiere di San Polo e affacciato sul Canal Grande e sul rio delle Erbe tra Ca' Cappello e Palazzo Querini Dubois.

## Storia
Fu costruito dove un tempo sorgeva un antichissimo palazzo risalente al XII secolo ad opera di Giovanni Buora. È stato profondamente e in più momenti ristrutturato durante il Settecento. Nel 1825 Carlo Bevilacqua affrescò delle sale interne. 
Dopo un'attenta opera di ristrutturazione durata due anni a cura della Fondazione dell'Albero d'oro, nel 2021 il Palazzo è stato aperto al pubblico per permettere la visita degli interni e della collezione d'arte ma anche per ospitare mostre temporanee .

## Descrizione
La facciata è tripartita come per tradizione, scandita da pilastri lesenati culminanti in capitelli corinzi e ricoperta interamente in pietra d'Istria, il che le conferisce una straordinaria luminosità. Il pianterreno è contraddistinto dalla presenza di un ampio portale ad acqua ad arco riquadrato e di quattro aperture con timpano triangolare.
Il primo piano nobile è caratterizzato da un'ariosa trifora con poggiolo continuo e pilastri su cui si poggiano le snelle semi-colonne, ripresa e variata al secondo: ivi, le colonne poggiano direttamente sul poggiolo, dando impressione di maggior compattezza. Le aperture laterali, circondate da pilastrini e capitelli, presentano una vivace decorazione a nastri e cartigli.
Risulta essere uno degli edifici più eleganti tra quelli costruiti a Venezia in stile lombardesco: la sua facciata è ornata da numerosi elementi scultorei tra i quali spicca per bellezza il bassorilievo di un'aquila ad ali spiegate posto sul capitello angolare del pianterreno, simile a un'allegoria già adoperata a palazzo Vendramin Calergi. È stata ipotizzata la decorazione in oro di alcuni dei bassorilievi.
Per quanto riguarda la planimetria, rimaneggiata frequentemente nel corso dei secoli, essa è caratterizzata dalla presenza di una vasta corte interna retrostante la facciata posteriore, un tempo arricchita dalla presenza di una grandiosa scala scoperta poi demolita. Si dice che il salone da ballo fosse decorato da un pregiato fregio realizzato dal Tintoretto. Gli interventi più pesanti, che ne hanno alterato la pianta, risalgono alla prima e alla seconda metà del XVIII secolo.
La facciata secondaria è priva di ogni interesse architettonico se non per la caratteristica porta ad acqua composta da tre fori separati da colonne.